# Biomédico
O biomédico ou médico biologista é o profissional da área da ciência médica com formação superior em Biomedicina; tendo formação técnico-científica, com conhecimento do organismo humano tanto nos seus aspectos estruturais (células, tecidos e órgãos), quanto funcionais, investigando as interações tóxico-ambientais bem como os vetores e agentes causais das diversas doenças humanas.
O campo de atuação do biomédico engloba toda a interface entre a biologia e a medicina clínica propriamente dita. O profissional biomédico está apto a auxiliar no diagnóstico e avaliar clínico-laboratorialmente as doenças, os agentes patogênicos e os vetores, seja na atuação hospitalar ou na pesquisa, emitindo laudos e pareceres concernentes aos diversos aspectos fisiopatológicos dos pacientes, além de realizar pesquisas para descoberta de novas doenças e tratamentos.

## Especialidades biomédicas
Os biomédicos podem ser generalistas (habilitados em análises clínicas) ou especialistas. No Brasil, para exercício de suas atividades o biomédico é registrado no respectivo Conselho Regional de Biomedicina (CRBM), atuando em uma das especialidades reconhecida pelo Conselho Federal de Biomedicina (CFBM)..
De acordo com o CFBM, o biomédico pode se especializar e atuar nas seguintes áreas:
- Acupuntura
- Análise forense
- Análises ambientais
- Análises bromatológicas
- Análises clínicas
- Histotecnologia
- Auditoria
- Banco de sangue
- Biofísica
- Biologia molecular
- Bioquímica
- Citologia oncótica
- Embriologia
- Estética
- Farmacologia
- Fisiologia
- Fisiologia geral
- Fisiologia humana
- Genética
- Hematologia clínica
- Histologia
- Imagenologia
- Imunologia
- Informática de saúde
- Micologia médica
- Microbiologia
- Microbiologia de alimentos
- Parasitologia
- Patologia geral
- Perfusão extracorpórea
- Psicobiologia
- Radiobiologia
- Reprodução humana
- Sanitarista
- Saúde pública
- Toxicologia
- Virologia

## Campos de atuação
Os principais campos de atuação de um biomédico são:
- Análises clínicas - realizar análises, assumir a responsabilidade técnica e firmar os respectivos laudos; tem competência legal para assumir e executar o processamento de sangue, suas sorologias e exames pré-transfusionais e é capacitado legalmente para assumir chefias técnicas, assessorias e direção dessas atividades;
- Banco de sangue - realizar todas as tarefas, com exclusão, apenas, de transfusão; tem competência legal para assumir e executar o processamento de sangue, suas sorologias e exames pré-transfusionais e é capacitado legalmente para assumir chefias técnicas, assessorias e direção dessas atividades;
- Análises ambientais - realizar análises físico-químicas e microbiológicas para o saneamento do meio ambiente;
- Indústrias - Indústrias químicas e biológicas: soros, vacinas, reagentes etc.;
- Análises bromatológicas - realizar análises para aferição de qualidade dos alimentos;
- Imagenologia - atua na área de raio-X, ultrassonografia, tomografia, ressonância magnética, Medicina Nuclear, emitindo laudos (excluída a interpretação);
- Acupuntura - aplicar completamente os princípios, os métodos e as técnicas de Acupuntura;
- Biologia Molecular - coleta de materiais, análise, interpretação, emissão e assinatura de laudos e de pareceres técnicos;
- Genética - Participar de pesquisas em todas as áreas da genética, como coordenador ou membro da equipe; Realizar exames de Citogenética Humana e Genética Humana Molecular (DNA), realizando as culturas, preparações e análises; Assumir a responsabilidade técnica, elaborando e firmando os respectivos laudos e transmitindo os resultados dos exames laboratoriais a outros profissionais, como consultor, ou diretamente aos pacientes, como aconselhador genético.
- Coleta de materiais - realizar toda e qualquer coleta de amostras biológicas para realização dos mais diversos exames, como também supervisionar os respectivos setores de coleta de materiais biológicos de qualquer estabelecimento que a isso se destine. Excetuam-se as biópsias, coleta de líquido cefalorraquidiano (liquor) e punção para obtenção de líquidos cavitários em qualquer situação;
- Pesquisa básica e aplicada - realizar pesquisa na área de saúde e biologia, sendo o responsável científico, no intuito de contribuir para a elucidação de fenômenos de natureza biológica e desenvolver tecnologias ligadas à área;
- Docência - ministrar aulas para alunos de nível superior nas diversas instituições de ensino do país, gerando assim, mais profissionais capacitados na área;
- Estética - o biomédico esteta está apto a realizar procedimentos não-cirúrgicos. Para atuar, o biomédico esteta necessita ter conhecimento de anatomia, fisiologia, imunologia, biofísica, patologia e bioquímica relacionadas ao processo de envelhecimento cutâneo e disfunções estéticas corporais e faciais. Para a realização dos procedimentos, é de suma importância avaliar os hábitos de vida e alimentares dos pacientes, o estado psicoemocional, e juntamente, conhecer os equipamentos, para fazer a indicação correta.
- Histotecnologia - o profissional que atua nessa área geralmente executa técnicas de macroscopia, pois também pode ser responsável, assim como biólogos e histotecnologistas (profissionais de nível médio) pela realização do processamento macroscópico de biópsias e peças cirúrgicas simples; porém, também pode atuar durante todo o processamento histológico do material submetido a exame. O laudo anatomopatológico (diagnóstico final) deve ser liberado apenas pelo médico patologista.

### Mercado de trabalho
O biomédico pode atuar no setor público ou privado. No Brasil, é selecionado para a vaga mediante comprovação do Conselho Regional de Biomedicina (CRBM) ativo. São vários os locais que possibilitam a inserção do profissional no mercado de trabalho, sendo os principais:
- Hospitais;
- Clínicas;
- Laboratórios;
- Indústrias;
- Centros de Pesquisa;
- Secretarias de Saúde;
- Vigilância Sanitária;
- Universidades;